# Luigi Frati
Luigi Frati (Siena, 10 aprile 1943) è un patologo italiano, rettore dell'Università di Roma "La Sapienza" dal 2008 al 2014.
Professore ordinario di Patologia generale e già preside della Facoltà di Medicina della Sapienza, il 3 ottobre 2008 è stato eletto rettore dell'ateneo romano. Laureatosi in Medicina e Chirurgia all'Università Cattolica del Sacro Cuore, si distinse nell'attività di ricerca per studi orientati all'analisi di una proteina che facilita la proliferazione delle cellule dell'epidermide (EGF), di cui ha dimostrato gli effetti su molteplici tipi di tessuti e isolato nel 1972 il recettore, contro il quale oggi vi sono importanti terapie anticancro. I suoi lavori in questo settore lo hanno qualificato come secondo gruppo internazionale (Ann Rev Biochem, 1979: articolo del Premio Nobel Stanley Cohen).

## Biografia
Dopo il diploma di maturità classica, nel 1967 si laurea con lode in medicina e chirurgia all'Università Cattolica del Sacro Cuore di Roma con una tesi sperimentale sul Granulocytosis-inducing factor. Ha conseguito le specializzazioni in endocrinologia e malattie metaboliche (Università di Perugia 1970), medicina di laboratorio (Università di Ferrara 1973) e oncologia (Università di Roma La Sapienza 1982). Ha svolto ricerche negli Usa nella Clinical Endocrinology Branch dei National Institutes of Health, Bethesda.
Luigi Frati è autore di oltre 600 pubblicazioni, su argomenti di medicina molecolare e biotecnologie applicate al controllo del differenziamento e proliferazione cellulare.
Dopo un periodo trascorso a Perugia, prima come assistente e poi come incaricato alle Facoltà di Medicina e di Scienze, dal 1980 è ordinario alla Sapienza di patologia generale/medicina molecolare. Dal 1985 al 1992 ha diretto il Dipartimento di Medicina sperimentale. Vicino alla DC, legato all'allora Ministro della sanità Carlo Donat-Cattin, fonda negli anni '80 la CISL universitaria. Dal 1990 al 2010 è stato Preside della I Facoltà di Medicina e Chirurgia, Presidente della Conferenza dei Presidi delle Facoltà di Medicina e Chirurgia, Biotecnologie mediche e Scienze motorie. Dal 1979 al 1998 è stato componente del Consiglio Universitario Nazionale (CUN) con funzioni di vicepresidente dal 1989 al 1993. Vicepresidente della Commissione unica del Farmaco dal 1993 al 1994, Presidente del Consiglio Superiore di Sanità dal 1994 al 1998 e direttore, dal 1982 al 1994, del programma di biologia molecolare dei tumori del Cnr. Fu insignito dell'Ordine della Minerva dall'Università degli Studi "Gabriele d'Annunzio".
Già prorettore vicario dal 2005, è rettore della Sapienza dal 1º novembre 2008. Inserito tra i Top Italian Scientists da UK Via Academy sin dal 2014, con oltre 600 pubblicazioni internazionali.
Come Rettore ha semplificato le facoltà ed i dipartimenti, riportando il bilancio in positivo nel 2012. Nel nuovo Statuto della Sapienza ha introdotto norme di valutazione meritocratica secondo gli indicatori scientometrici internazionali ed escluso dall'elettorato alle cariche accademiche i docenti-ricercatori anche parzialmente inattivi in ricerca e didattica (norma sospesa dat TAR Lazio, ma poi giudicata legittima dal Consiglio di Stato. Nel 2015 è stato eletto Presidente dell'Istituto Pasteur Italia.

## Critiche e controversie
Il settimanale l'Espresso gli ha dedicato nel 2007 un'inchiesta intitolata Il barone Frati, incentrata su una gestione dell'ateneo cosiddetta privata.
In occasione della sua elezione a rettore, hanno di nuovo attratto l'attenzione della stampa le accuse di nepotismo, per via della presenza di tre suoi familiari nel corpo docente dell'università La Sapienza. Polemiche ha in particolare suscitato la chiamata come professore ordinario, nella Facoltà di Medicina della Sapienza, del figlio Giacomo, già professore associato nella medesima Facoltà, nel 2010, pochi giorni prima dell'entrata in vigore delle nuove norme contro il familismo nel reclutamento dei docenti universitari.. In realtà si trattava di un concorso bandito ancor prima che il Prof. Frati divenisse Rettore, con presa di servizio dilazionata dal Rettore Frati per dare spazio ad altri docenti.
Il giornalista Gian Antonio Stella ha dedicato alcuni articoli alla questione, sull'argomento la trasmissione di inchiesta Report ha realizzato un servizio dal titolo «Cuore di papà», ed è ritornato sull'argomento il 25 marzo col servizio Professor Frati, un rettore tutto fare.
Il 9 novembre 2012 Report ha diffuso un servizio su Frati e su un episodio verificatosi nel day hospital del reparto da lui diretto. Una paziente sotto chemioterapia avrebbe ricevuto una dose di cisplatino e sviluppato una reazione allergica. In una seconda seduta non sarebbe stato somministrato un altro chemioterapico, ma ancora il cisplatino provocando un arresto cardiocircolatorio. La dottoressa Flavia Longo, responsabile del day hospital avrebbe falsificato le cartelle cliniche e escluso la paziente dalla possibilità di effettuare la chemioterapia con un diverso farmaco. Frati, secondo l'accusa della ricercatrice universitaria L.B., sarebbe stato a conoscenza dei fatti e avrebbe coperto la versione di Longo davanti alla paziente. A seguito degli accertamenti di Polizia giudiziaria il magistrato ha ritenuto insussistente l'accusa e chiesto l'archiviazione.